# 이형 (동오)
이형(李衡: ? - ?)은 중국 삼국시대 동오의 관리이다. 진수의 삼국지의 손휴전과 제갈각전에 그 일화가 있다. 자는 숙평(叔平)이며 양양(襄陽) 사람이다.